# Хісамітдінова Фірдаус Гільмітдінівна
Фірдаус Гильмитдиновна Хісамітдінова (башк. Фирҙәүес Ғилметдин ҡыҙы Хисаметдинова; 1 січня 1950 — 2 жовтня 2023) — башкирський лінгвіст, доктор філологічних наук (1993), професор (1994), громадський і державний діяч. Заслужений діяч науки Російської Федерації (2008). Директор ІІЯЛ УНЦ РАН (2005—2015). Член-кореспондент Академії наук РБ (2016).